# Den gamle mand og havet
Den gamle mand og havet (originaltitel: The Old Man and the Sea) er en roman fra 1952 skrevet af Ernest Hemingway.
Romanen fortæller om en gammel fisker, der efter 84 døgns uheld atter forsøger sin lykke i Golfstrømmen, hvor de store fisk går.
Forfatteren modtog Pulitzerprisen i 1953 og Nobelprisen i litteratur i 1954 for romanen.
Handling
Den gamle mand og havet fortæller historien om en kamp mellem en aldrende, erfaren fisker, Santiago og en stor marlin. Historien åbner med at Santiago har gået 84 dage uden at fange en fisk, og nu ses den som "salao", den værste form for uklarhed. Han er så uheldig, at hans unge lærling, Manolin, har været forbudt af sine forældre at sejle med ham og har fået at vide i stedet for at fiske med succesfulde fiskere. Gutten besøger Santiago's shack hver nat, trækker hans fiskeredskaber, forbereder mad, taler om amerikansk baseball og hans yndlingsspiller, Joe DiMaggio. Santiago fortæller Manolin, at han næste dag vil vove sig langt ud i Golfstrømmen nord for Cuba i Florida, for at fiske, sikker på at hans uheldige stribe er tæt på sin ende.
| Bog | Spire Denne artikel om bøger og tidsskrifter er en spire som bør udbygges. Du er velkommen til at hjælpe Wikipedia ved at udvide den. |